# Listă de orașe din Alberta, Canada

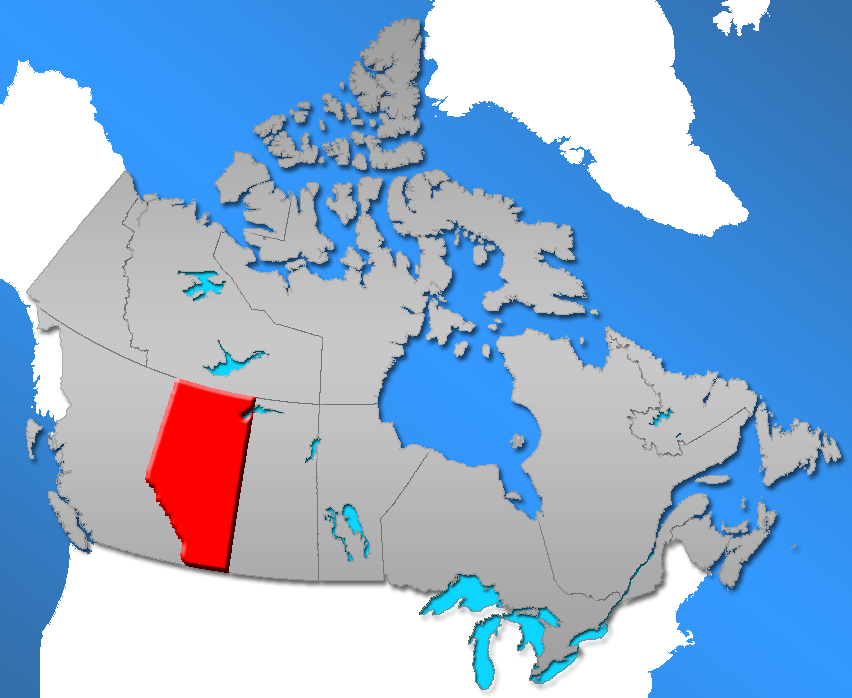
Provincia Alberta, Canada

| Numele orașului      | Regiunea adiacentă Specialized or Rural Municipality                      | Suprafața, km² (2008) | Ultimul recensământ municipal Census Population (2007-2009) ' | Ultimul recensământ federal Census Population (2006) | Note                    |
| -------------------- | ------------------------------------------------------------------------- | --------------------- | ------------------------------------------------------------- | ---------------------------------------------------- | ----------------------- |
| Athabasca            | Athabasca County                                                          | 16.83                 | 2.734                                                         | 2.575                                                | County seat             |
| Banff                | I.D. No. 9 (Banff)                                                        | 3.95                  | 8.721                                                         | 6.700                                                |                         |
| Barrhead             | Barrhead No. 11, County of                                                | 7.77                  | &&&&&&&&&&&&&&-1.1000000                                      | 4.209                                                | County seat             |
| Bashaw               | Camrose County                                                            | 3.08                  | 868                                                           | 796                                                  |                         |
| Bassano              | Newell No. 4, County of                                                   | 3.98                  | 1.390                                                         | 1.345                                                |                         |
| Beaumont             | Leduc County                                                              | 10.35                 | 11.794                                                        | 8.961                                                |                         |
| Beaverlodge          | Grande Prairie No. 1, County of                                           | 5.28                  | &&&&&&&&&&&&&&-1.1000000                                      | 2.264                                                |                         |
| Bentley              | Lacombe County                                                            | 2.48                  | 1.132                                                         | 1.083                                                |                         |
| Black Diamond        | Foothills No. 31, M.D. of                                                 | 1.93                  | 2.308                                                         | 1.900                                                |                         |
| Blackfalds           | Lacombe County                                                            | 7.60                  | 5.610                                                         | 4.571                                                |                         |
| Bon Accord           | Sturgeon County                                                           | 2.05                  | &&&&&&&&&&&&&&-1.1000000                                      | 1.534                                                |                         |
| Bonnyville           | Bonnyville No. 87, M.D. of                                                | 16.75                 | 6.470                                                         | 5.832                                                | Municipal District seat |
| Bow Island           | Forty Mile No. 8, County of                                               | 5.74                  | 1.868                                                         | 1.790                                                |                         |
| Bowden               | Red Deer County                                                           | 3.04                  | 1.236                                                         | 1.205                                                |                         |
| Bruderheim           | Lamont County                                                             | 4.55                  | &&&&&&&&&&&&&&-1.1000000                                      | 1.215                                                |                         |
| Calgary              | Calgary County                                                            | 726.5                 | 1.042.892                                                     | 1.959                                                |                         |
| Calmar               | Leduc County                                                              | 4.21                  | 2.033                                                         | 1.959                                                |                         |
| Canmore              | Bighorn No. 8, M.D. of                                                    | 67.36                 | 12.226                                                        | 12.039                                               |                         |
| Cardston             | Cardston County                                                           | 8.44                  | 3.578                                                         | 3.452                                                | County seat             |
| Carstairs            | Mountain View County                                                      | 11.00                 | &&&&&&&&&&&&&&-1.1000000                                      | 2.656                                                |                         |
| Castor               | Paintearth No. 18, County of                                              | 2.73                  | &&&&&&&&&&&&&&-1.1000000                                      | 931                                                  | County seat             |
| Chestermere          | Rocky View County                                                         | 8.23                  | 13.760                                                        | 9.564                                                |                         |
| Claresholm           | Willow Creek No. 26, M.D. of                                              | 7.81                  | &&&&&&&&&&&&&&-1.1000000                                      | 3.700                                                |                         |
| Coaldale             | Lethbridge, County of                                                     | 7.98                  | 6.943                                                         | 6.177                                                |                         |
| Coalhurst            | Lethbridge, County of                                                     | 1.98                  | 1.810                                                         | 1.523                                                |                         |
| Cochrane             | Rocky View County                                                         | 31.00                 | 15.424                                                        | 13.760                                               |                         |
| Coronation           | Paintearth No. 18, County of                                              | 3.69                  | &&&&&&&&&&&&&&-1.1000000                                      | 1.015                                                |                         |
| Crossfield           | Rocky View County                                                         | 4.62                  | &&&&&&&&&&&&&&-1.1000000                                      | 2.648                                                |                         |
| Daysland             | Flagstaff County                                                          | 1.66                  | &&&&&&&&&&&&&&-1.1000000                                      | 818                                                  |                         |
| Devon                | Leduc County                                                              | 11.82                 | 6.534                                                         | 6.256                                                |                         |
| Didsbury             | Mountain View County                                                      | 15.37                 | 4.599                                                         | 4.275                                                | County seat             |
| Drayton Valley       | Brazeau County                                                            | 13.10                 | &&&&&&&&&&&&&&-1.1000000                                      | 6.893                                                | County seat             |
| Drumheller           | Kneehill County Special Area No. 2 Starland County Wheatland County       | 112.53                | &&&&&&&&&&&&&&-1.1000000                                      | 7.932                                                | [ 6 ]                   |
| Eckville             | Lacombe County                                                            | 1.61                  | 1.002                                                         | 951                                                  |                         |
| Edmonton             | EdmontonCounty                                                            | 26.33                 | &&&&&&&&&&&&&&-1.1000000                                      | 8.098                                                | County seat             |
| Edson                | Yellowhead County                                                         | 26.33                 | &&&&&&&&&&&&&&-1.1000000                                      | 8.098                                                | County seat             |
| Elk Point            | St. Paul No. 19, County of                                                | 1.94                  | 1.512                                                         | 1.487                                                |                         |
| Fairview             | Fairview No. 136, M.D. of                                                 | 9.90                  | &&&&&&&&&&&&&&-1.1000000                                      | 3.297                                                | Municipal District seat |
| Falher               | Smoky River No. 130, M.D. of                                              | 2.66                  | &&&&&&&&&&&&&&-1.1000000                                      | 941                                                  | Municipal District seat |
| Fort Macleod         | Willow Creek No. 26, M.D. of                                              | 23.31                 | &&&&&&&&&&&&&&-1.1000000                                      | 3.072                                                |                         |
| Fox Creek            | Greenview No. 16, M.D. of                                                 | 8.56                  | &&&&&&&&&&&&&&-1.1000000                                      | 2.278                                                |                         |
| Gibbons              | Sturgeon County                                                           | 7.51                  | 2.848                                                         | 2.642                                                |                         |
| Grande Cache         | Greenview No. 16, M.D. of                                                 | 35.84                 | &&&&&&&&&&&&&&-1.1000000                                      | 3.783                                                |                         |
| Granum               | Willow Creek No. 26, M.D. of                                              | 1.79                  | 445                                                           | 415                                                  |                         |
| Grimshaw             | Peace No. 135, M.D. of                                                    | 3.94                  | &&&&&&&&&&&&&&-1.1000000                                      | 2.537                                                |                         |
| Hanna                | Special Area No. 2                                                        | 8.19                  | &&&&&&&&&&&&&&-1.1000000                                      | 2.847                                                | Special Area seat       |
| Hardisty             | Flagstaff County                                                          | 4.16                  | &&&&&&&&&&&&&&-1.1000000                                      | 760                                                  |                         |
| High Level           | Mackenzie County                                                          | 20.86                 | &&&&&&&&&&&&&&-1.1000000                                      | 3.887                                                |                         |
| High Prairie         | Big Lakes, M.D. of                                                        | 5.38                  | 2.836                                                         | 2.750                                                | Municipal District seat |
| High River           | Foothills No. 31, M.D. of                                                 | 12.84                 | 11.346                                                        | 10.716                                               | Municipal District seat |
| Hinton               | Yellowhead County                                                         | 23.90                 | 9.825                                                         | 9.738                                                |                         |
| Innisfail            | Red Deer County                                                           | 8.48                  | 7.883                                                         | 7.316                                                |                         |
| Irricana             | Rocky View County                                                         | 2.73                  | &&&&&&&&&&&&&&-1.1000000                                      | 1.243                                                |                         |
| Killam               | Flagstaff County                                                          | 3.15                  | &&&&&&&&&&&&&&-1.1000000                                      | 1.019                                                |                         |
| Lacombe              | Lacombe County                                                            | 21.99                 | 11.733                                                        | 10.742                                               | County seat             |
| Lamont               | Lamont County                                                             | 4.03                  | &&&&&&&&&&&&&&-1.1000000                                      | 1.664                                                | County seat             |
| Legal                | Sturgeon County                                                           | 3.12                  | &&&&&&&&&&&&&&-1.1000000                                      | 1.192                                                |                         |
| Magrath              | Cardston County                                                           | 5.68                  | 2.254                                                         | 2.081                                                |                         |
| Manning              | Northern Lights, County of                                                | 2.58                  | &&&&&&&&&&&&&&-1.1000000                                      | 1.493                                                | Municipal District seat |
| Mayerthorpe          | Lac Ste. Anne County                                                      | 3.80                  | &&&&&&&&&&&&&&-1.1000000                                      | 1.474                                                |                         |
| McLennan             | Smoky River No. 130, M.D. of                                              | 3.30                  | &&&&&&&&&&&&&&-1.1000000                                      | 824                                                  |                         |
| Milk River           | Warner No. 5, County of                                                   | 2.33                  | 846                                                           | 816                                                  |                         |
| Millet               | Wetaskiwin No. 10, County of                                              | 3.57                  | &&&&&&&&&&&&&&-1.1000000                                      | 2.068                                                |                         |
| Morinville           | Sturgeon County                                                           | 11.34                 | 7.636                                                         | 6.775                                                | County seat             |
| Mundare              | Lamont County                                                             | 4.27                  | 823                                                           | 712                                                  |                         |
| Nanton               | Willow Creek No. 26, M.D. of                                              | 3.17                  | 2.124                                                         | 2.055                                                |                         |
| Okotoks              | Foothills No. 31, M.D. of                                                 | 19.59                 | 21.690                                                        | 17.145                                               |                         |
| Olds                 | Mountain View County                                                      | 15.03                 | &&&&&&&&&&&&&&-1.1000000                                      | 7.248                                                |                         |
| Onoway               | Lac Ste. Anne County                                                      | 3.11                  | &&&&&&&&&&&&&&-1.1000000                                      | 875                                                  |                         |
| Oyen                 | Special Area No. 3                                                        | 4.62                  | 1.190                                                         | 1.015                                                |                         |
| Peace River          | Northern Lights, County of Northern Sunrise County Peace No. 135, M.D. of | 27.81                 | &&&&&&&&&&&&&&-1.1000000                                      | 6.315                                                | Municipal District seat |
| Penhold              | Red Deer County                                                           | 2.59                  | 2.114                                                         | 1.961                                                |                         |
| Picture Butte        | Lethbridge, County of                                                     | 2.84                  | &&&&&&&&&&&&&&-1.1000000                                      | 1.592                                                |                         |
| Pincher Creek        | Pincher Creek No. 9, M.D. of                                              | 9.45                  | 3.712                                                         | 3.625                                                | Municipal District seat |
| Ponoka               | Ponoka County                                                             | 13.35                 | &&&&&&&&&&&&&&-1.1000000                                      | 6.576                                                | County seat             |
| Provost              | Provost No. 52, M.D. of                                                   | 4.48                  | &&&&&&&&&&&&&&-1.1000000                                      | 2.072                                                | Municipal District seat |
| Rainbow Lake         | Mackenzie County                                                          | 11.00                 | 1.082                                                         | 965                                                  |                         |
| Raymond              | Warner No. 5, County of                                                   | 4.90                  | 3.674                                                         | 3.205                                                |                         |
| Redcliff             | Cypress County                                                            | 10.49                 | &&&&&&&&&&&&&&-1.1000000                                      | 5.096                                                |                         |
| Redwater             | Sturgeon County                                                           | 20.27                 | &&&&&&&&&&&&&&-1.1000000                                      | 2.192                                                |                         |
| Rimbey               | Ponoka County                                                             | 10.97                 | 2.496                                                         | 2.252                                                |                         |
| Rocky Mountain House | Clearwater County                                                         | 12.93                 | 7.231                                                         | 6.874                                                | County seat             |
| Sedgewick            | Flagstaff County                                                          | 2.78                  | &&&&&&&&&&&&&&-1.1000000                                      | 891                                                  | County seat             |
| Sexsmith             | Grande Prairie No. 1, County of                                           | 3.47                  | 2.255                                                         | 1.959                                                |                         |
| Slave Lake           | Lesser Slave River No. 124, M.D. of                                       | 16.15                 | 7.031                                                         | 6.703                                                | Municipal District seat |
| Smoky Lake           | Smoky Lake County                                                         | 3.89                  | &&&&&&&&&&&&&&-1.1000000                                      | 1.010                                                | County seat             |
| Spirit River         | Spirit River No. 133, M.D. of                                             | 2.28                  | &&&&&&&&&&&&&&-1.1000000                                      | 1.148                                                | Municipal District seat |
| St. Paul             | St. Paul No. 19, County of                                                | 5.51                  | 5.441                                                         | 5.106                                                | County seat             |
| Stavely              | Willow Creek No. 26, M.D. of                                              | 1.34                  | 497                                                           | 435                                                  |                         |
| Stettler             | Stettler No. 6, County of                                                 | 9.77                  | 5.843                                                         | 5.418                                                | County seat             |
| Stony Plain          | Parkland County                                                           | 36.63                 | &&&&&&&&&&&&&&-1.1000000                                      | 12.363                                               |                         |
| Strathmore           | Wheatland County                                                          | 15.74                 | 11.838                                                        | 10.225                                               | County seat             |
| Sundre               | Mountain View County                                                      | 7.79                  | &&&&&&&&&&&&&&-1.1000000                                      | 2.518                                                |                         |
| Swan Hills           | Big Lakes, M.D. of                                                        | 25.66                 | 1.858                                                         | 1.645                                                |                         |
| Sylvan Lake          | Red Deer County                                                           | 15.55                 | 11.115                                                        | 10.208                                               |                         |
| Taber                | Taber, M.D. of                                                            | 15.66                 | 7.821                                                         | 7.591                                                | Municipal District seat |
| Three Hills          | Kneehill County                                                           | 5.62                  | 3.322                                                         | 3.089                                                | County seat             |
| Tofield              | Beaver County                                                             | 6.58                  | &&&&&&&&&&&&&&-1.1000000                                      | 1.876                                                |                         |
| Trochu               | Kneehill County                                                           | 2.02                  | 1.113                                                         | 1.005                                                |                         |
| Turner Valley        | Foothills No. 31, M.D. of                                                 | 5.70                  | 2.022                                                         | 1.908                                                |                         |
| Two Hills            | Two Hills No. 21, County of                                               | 3.49                  | 1.232                                                         | 1.047                                                | County seat             |
| Valleyview           | Greenview No. 16, M.D. of                                                 | 7.39                  | 1.884                                                         | 1.725                                                | Municipal District seat |
| Vauxhall             | Taber, M.D. of                                                            | 2.59                  | &&&&&&&&&&&&&&-1.1000000                                      | 1.069                                                |                         |
| Vegreville           | Minburn No. 27, County of                                                 | 13.48                 | 5.834                                                         | 5.519                                                | County seat             |
| Vermilion            | Vermilion River, County of                                                | 13.56                 | 4.472                                                         | 4.036                                                |                         |
| Viking               | Beaver County                                                             | 1.99                  | &&&&&&&&&&&&&&-1.1000000                                      | 1.085                                                |                         |
| Vulcan               | Vulcan County                                                             | 6.13                  | &&&&&&&&&&&&&&-1.1000000                                      | 1.940                                                |                         |
| Wainwright           | Wainwright No. 61, M.D. of                                                | 9.17                  | 5.775                                                         | 5.426                                                | Municipal District seat |
| Wembley              | Grande Prairie No. 1, County of                                           | 4.82                  | &&&&&&&&&&&&&&-1.1000000                                      | 1.443                                                |                         |
| Westlock             | Westlock County                                                           | 13.72                 | 4.964                                                         | 5.008                                                |                         |
| Whitecourt           | Woodlands County                                                          | 28.50                 | 9.202                                                         | 8.971                                                | County seat             |